# Evaro
Evaro (ktunaxa: kyawkmumaǂ, salish: snɫʔóy̓čn) és una concentració de població designada pel cens dels Estats Units a l'estat de Montana. Segons el cens del 2000 tenia 329 habitants.

## Demografia
Segons el cens del 2000, Evaro tenia 329 habitants, 110 habitatges, i 84 famílies. La densitat de població era de 7,5 habitants per km².
Dels 110 habitatges en un 42,7% hi vivien nens de menys de 18 anys, en un 60,9% hi vivien parelles casades, en un 10% dones solteres, i en un 23,6% no eren unitats familiars. En el 18,2% dels habitatges hi vivien persones soles el 7,3% de les quals corresponia a persones de 65 anys o més que vivien soles. El nombre mitjà de persones vivint en cada habitatge era de 2,99 i el nombre mitjà de persones que vivien en cada família era de 3,43.
Per edats la població es repartia de la següent manera: un 32,8% tenia menys de 18 anys, un 9,4% entre 18 i 24, un 28,6% entre 25 i 44, un 24,6% de 45 a 60 i un 4,6% 65 anys o més.
L'edat mediana era de 31 anys. Per cada 100 dones de 18 o més anys hi havia 102,8 homes.
La renda mediana per habitatge era de 36.250 $ i la renda mediana per família de 39.583 $. Els homes tenien una renda mediana de 41.458 $ mentre que les dones 21.875 $. La renda per capita de la població era de 15.465 $. Aproximadament el 4,3% de les famílies i el 6,8% de la població estaven per davall del llindar de pobresa.

## Poblacions properes
El següent diagrama mostra les poblacions més properes.